# Montinia acris
Montinia acris är en tvåhjärtbladig växtart som beskrevs av Carl von Linné d.y.. Montinia acris ingår i släktet Montinia och familjen Montiniaceae. Inga underarter finns listade i Catalogue of Life.